# الخيايطة (أولاد الطوايرة)
الخيايطة هو دُوَّار يقع بجماعة المشرك، إقليم سيدي بنور، جهة الدار البيضاء سطات في المملكة المغربية. ينتمي الدوّار لمشيخة أولاد الطوايرة التي تضم 18 دوار. يقدر عدد سكانه بـ 188 نسمة حسب الإحصاء الرسمي للسكان والسكنى لسنة 2004.

## روابط خارجية
- البوابة الوطنية للجماعات الترابية
- المندوبية السامية للتخطيط